# Diocesi di Ambato
La diocesi di Ambato (in latino Dioecesis Ambatensis) è una sede della Chiesa cattolica in Ecuador suffraganea dell'arcidiocesi di Quito. Nel 2022 contava 547.878 battezzati su 608.753 abitanti. È retta dal vescovo Jorge Giovanny Pazmiño Abril, O.P.

## Territorio
La diocesi comprende la provincia del Tungurahua in Ecuador.
Sede vescovile è la città di Ambato, dove si trova la basilica cattedrale di Nostra Signora dell'Elevazione.
A Baños de Agua Santa si trova il santuario della Vergine dell'Acqua Santa, patrona delle missioni nell'oriente ecuadoriano. Il santuario è meta di pellegrinaggi e vanta la più importante collezione di ex voto dell'Ecuador.
Il territorio si estende su 3.386 km² ed è suddiviso in 53 parrocchie.

## Storia
La diocesi è stata eretta il 28 febbraio 1948 con la bolla Quae ad maius di papa Pio XII, ricavandone il territorio dall'arcidiocesi di Quito.
Il 18 luglio 1952, con la lettera apostolica Quemadmodum plantaria, lo stesso papa Pio XII ha proclamato la Beata Maria Vergine, venerata con il nome di Nuestra Señora de la Elevación o de la Peña, patrona principale della diocesi.

## Cronotassi dei vescovi
Si omettono i periodi di sede vacante non superiori ai 2 anni o non storicamente accertati.
- Bernardino Echeverría Ruiz, O.F.M. † (23 ottobre 1949 - 10 aprile 1969 nominato arcivescovo di Guayaquil)
- Vicente Rodrigo Cisneros Durán † (4 luglio 1969 - 15 febbraio 2000 nominato arcivescovo di Cuenca)
- Germán Trajano Pavón Puente † (19 aprile 2001 - 20 gennaio 2015 ritirato)
- Jorge Giovanny Pazmiño Abril, O.P., dal 20 gennaio 2015

## Statistiche
La diocesi nel 2022 su una popolazione di 608.753 persone contava 547.878 battezzati, corrispondenti al 90,0% del totale.
| anno | popolazione | popolazione | popolazione | presbiteri | presbiteri | presbiteri | presbiteri                | diaconi | religiosi | religiosi | parrocchie |
| anno | battezzati  | totale      | %           | numero     | secolari   | regolari   | battezzati per presbitero | diaconi | uomini    | donne     | parrocchie |
| ---- | ----------- | ----------- | ----------- | ---------- | ---------- | ---------- | ------------------------- | ------- | --------- | --------- | ---------- |
| 1950 | 248.000     | 250.000     | 99,2        | 40         | 22         | 18         | 6.200                     |         | 65        | 81        | 21         |
| 1959 | 209.000     | 218.000     | 95,9        | 99         | 47         | 52         | 2.111                     |         | 55        | 108       | 32         |
| 1966 | 235.000     | 240.000     | 97,9        | 124        | 63         | 61         | 1.895                     |         | 72        | 168       | 33         |
| 1970 | 321.090     | 330.090     | 97,3        | 38         |            | 38         | 8.449                     |         | 50        | 110       | 41         |
| 1976 | 251.264     | 276.114     | 91,0        | 68         | 34         | 34         | 3.695                     |         | 51        | 150       | 42         |
| 1980 | 272.795     | 290.850     | 93,8        | 64         | 31         | 33         | 4.262                     |         | 47        | 141       | 42         |
| 1990 | 378.764     | 403.484     | 93,9        | 61         | 34         | 27         | 6.209                     | 1       | 41        | 184       | 42         |
| 1999 | 394.516     | 434.465     | 90,8        | 81         | 51         | 30         | 4.870                     | 2       | 47        | 202       | 47         |
| 2000 | 396.693     | 440.771     | 90,0        | 84         | 55         | 29         | 4.722                     | 1       | 52        | 194       | 47         |
| 2001 | 406.299     | 447.017     | 90,9        | 86         | 56         | 30         | 4.724                     | 1       | 50        | 190       | 47         |
| 2002 | 417.132     | 463.480     | 90,0        | 89         | 59         | 30         | 4.686                     | 2       | 44        | 182       | 47         |
| 2003 | 425.310     | 486.193     | 87,5        | 89         | 61         | 28         | 4.778                     | 1       | 52        | 192       | 47         |
| 2004 | 425.310     | 486.193     | 87,5        | 83         | 58         | 25         | 5.124                     | 1       | 36        | 194       | 47         |
| 2006 | 425.310     | 486.193     | 87,5        | 92         | 63         | 29         | 4.622                     | 2       | 41        | 183       | 48         |
| 2012 | 491.000     | 529.500     | 92,7        | 92         | 68         | 24         | 5.336                     | 3       | 34        | 178       | 50         |
| 2015 | 512.000     | 554.000     | 92,4        | 93         | 71         | 22         | 5.505                     | 3       | 30        | 184       | 52         |
| 2018 | 514.384     | 571.538     | 90,0        | 98         | 73         | 25         | 5.248                     | 3       | 36        | 173       | 53         |
| 2020 | 527.275     | 585.860     | 90,0        | 96         | 72         | 24         | 5.492                     | 3       | 31        | 162       | 53         |
| 2022 | 547.878     | 608.753     | 90,0        | 92         | 71         | 21         | 5.955                     | 3       | 32        | 153       | 53         |